# Amoralismus
Unter Amoralismus (lat. amoralis ‚unsittlich‘) versteht man die Lehren der praktischen Philosophie, die moralisch hergeleitete Normen überhaupt ablehnen, in neuerer Zeit auch die, die ein Leben überhaupt losgelöst von Moralvorstellungen postulieren. Es gibt auch den Begriff Immoralismus, der manchmal ähnlich wie Amoralismus, manchmal in abweichender Bedeutung gebraucht wird.

## Philosophische Klassiker des Amoralismus
Zu den frühesten Quellen des Amoralismus, die sich inhaltlich durchaus unterscheiden, zählen einige Sophisten (Thrasymachos, Kallikles) und Lao-tse. Spätere Quellen sind: Mandeville, dessen Hauptwerk den Untertitel trägt: private vices, public benefits (private Laster, öffentliche Vorteile); Machiavelli, der die Position vertrat, dass moralisches Verhalten (nur) in der Politik nicht anwendbar sei; Marquis de Sade mit der Auffassung, dass Tugend ins Unglück, Laster hingegen zum Glück führe; Max Stirner, der in der Verhaltenssteuerung durch internalisierte sittliche Normen („Moral“, das freudsche Über-Ich) das Grundübel sah. Friedrich Nietzsche bezeichnete die traditionelle Moral, sowohl die christliche als auch die weltlich-humanistische, als „Sklavenmoral“ der Schwachen und „Missratenen“. Gegenüber Menschen der sogenannten Sklavenmoral, die sich nach allgemeinen moralischen Werten und Normen oder den moralischen Urteilen anderer Menschen richten würden, hätten die souveränen Individuen der Herrenmoral die Stärke, moralische Urteile auf eigene Verantwortung zu treffen. Nietzsche ist ein „Amoralist“, indem er sich gegen alle allgemeinen moralischen Bestimmungen stellt, da auch diese immer nur perspektivisch sein könnten. Er ist jedoch ein „Moralist“, insofern kein Denken außerhalb der moralischen Bedingungen des Individuums möglich sei.
Stirner wurde von Iwan Bloch in geistiger Nähe von Sade und Nietzsche gesehen. Eine Gegenüberstellung von Sade und Nietzsche zu Kant wurde von Adorno versucht, ihr zufolge mündet Aufklärung in moralfreie Zweckrationalität und macht eine Aufklärung der Aufklärung über sich selbst nötig.
Die Figur des Amoralisten kommt auch in verschiedener Weise vor bei vielen Ethikern, die sich zum Zweck der Moralbegründung vom Amoralismus abgrenzen. So hat beispielsweise Habermas das kohlbergsche Modell der moralischen Entwicklung ergänzt um Stufe 4½. R. M. Hare unterschied alle möglichen Typen von Moralgegnern.

## Inhalte des Amoralismus
Amoralismus richtet sich gegen:
- die Morallehren aller Religionen, zum Beispiel die Zehn Gebote des Alten Testaments, die Gebote der Nächsten- und Feindesliebe des Neuen Testaments, die zehn ethischen Grundprinzipien des Buddhismus, die fünf Pfeiler des Islam, die Ethik des Konfuzianismus, die Moral des Hinduismus,
- die Goldene Regel,
- den Kategorischen Imperativ von Kant,
- das Grundprinzip des Utilitarismus, dass Einzelne das Glück aller anstreben sollen,
- die Tugendethik nach Aristoteles,
- die Mitleidsethik von Schopenhauer,
- die Ehrfurcht vor dem Leben von Albert Schweitzer,
- das Prinzip des Ahimsa von Gandhi,
- das Projekt Weltethos von Hans Küng,
- Menschen- und Tierrechte als Handlungsorientierung für den Einzelnen,
- die elf satanischen Regeln der Erde,
- die 10 Angebote des evolutionären Humanismus,
- den ethischen Egoismus, der das je eigene Wohl als obersten moralischen Wert ansieht.

Der logische Unterschied zum ethischen Egoismus ist in den historischen Quellen zumeist nicht reflektiert. Amoralismus wird auch als Nihilismus bezeichnet, obwohl jener Begriff eine weniger klar umrissene Bedeutung hat.
Amoralisten lehnen auch alle Vorstellungen von Sünde, Schuld, Scham, Ehre, Wert, Pflicht, Reue, Buße, geistiger Reinheit, Gewissen, Karma, Solidarität, Verbindlichkeit und Verantwortung ab, die mit Sollens-Vorstellungen einhergehen und nicht bloße Fakten von Gefühlen oder Kommunikationsstrukturen beschreiben. Amoralisten sehen in sozialer Kompetenz, Höflichkeit, Umgangsformen, Rücksichtnahme und Einhaltung gesellschaftlicher Konventionen keine Form, Menschen als Selbstzweck zu behandeln, sondern nur ein wichtiges Mittel zur Erreichung anderer Zwecke, das jederzeit gemäß zweckrationalen Maßstäben aufgegeben werden kann. Amoralismus unterscheidet sich somit grundlegend von Jugendrebellion, in der bewusst Konventionen gebrochen werden.
In Bezug auf Sigmunds Freuds Psychoanalyse verzichten Amoralisten auf die psychische Instanz des Über-Ich oder eliminieren dessen Einfluss. Außerdem lehnen sie Freuds Vorstellung der Transformation der polymorph-perversen Sexualität hin zu einer Ausrichtung auf heterosexuelle Vaginalpenetration als Ziel einer Entwicklung zu angeblicher persönlicher Reife ebenso ab wie Freuds Forderung „Wo Es war, soll Ich werden“, da sie in diesen Vorstellungen nur verkappte Moralvorschriften sehen.
Ein moderner Vertreter eines amoralischen Menschenbildes ist der Philosoph, Neurologe und Politologe Nayef R. F. Al-Rodhan, der die menschliche Natur als emotionalen amoralischen Egoismus beschreibt und daraus politische Konzepte ableitet.

## Amoralismus und Meta-Ethik
Amoralisten können einfach die nonkognitivistische Meta-Ethik von R. M. Hare übernehmen, dem zufolge moralische Sätze Aufforderungen und keine Feststellungen und somit nicht wahrheitsfähig oder wissenschaftlich prüfbar seien. Hare zufolge sind Amoralisten logisch konsistent.
Gegen präskriptivistische Ethiker protestieren Amoralisten, dass sie keine Gründe sehen, Aufforderungen zu moralischem Verhalten immer zu befolgen. Zur emotivistischen Richtung der Ethik meinen sie, dass sie nicht immer moralische Gefühle hätten, da ihnen viele Leute auch einfach gleichgültig oder unangenehm seien.
John L. Mackie vertritt die Irrtumstheorie, die besagt, dass moralische Sätze wahrheitsfähig, aber immer falsch sind, da die Fakten, durch die sie verifiziert werden könnten, extrem seltsam sein müssten.
Amoralisten, die sich auf eine kognitivistische Meta-Ethik beziehen, sind meta-ethische Nihilisten.
Richard Joyce vertritt den meta-ethischen Fiktionalismus und meint, moralische Sätze seien analog zu Sätzen über Märchenfiguren und Behauptungen über den Weihnachtsmann. Sie seien prinzipiell wahrheitsfähig, würden aber falsche Voraussetzungen machen ähnlich dem Satz „Der König von Frankreich ist kahl“. Der Satz wäre prüfbar, gäbe es einen König von Frankreich. Objektive moralische Werte gibt es aber laut Joyce ebenso wenig wie diesen Monarchen, den Nikolaus oder Frau Holle.

## Praktischer Amoralismus
Amoralismus wird gelegentlich der 68er-Bewegung unterstellt. Beispielsweise die Abkehr von christlichen Werten und die Aufgabe des Gehorsamsanspruchs von Erziehenden (antiautoritäre Erziehung) wurden von Teilen der Gesellschaft als ein Infragestellen von verbindlicher Moral insgesamt interpretiert. Aus der Ablehnung bestimmter, auch geltender moralischer Regeln folgt allerdings nicht notwendig die Ablehnung von Moral überhaupt, wenngleich diese immer impliziert, die Gültigkeit geltender moralischer Regeln abzulehnen.

## Amoralische Figuren in Literatur und Film
- André Gide, L’Immoraliste
- Franz Moor in Friedrich Schiller, Die Räuber
- Dorian Gray in Oscar Wilde, Das Bildnis des Dorian Gray

Amoralismus ist meist auch ein impliziter Teil der Haltungen der Negativ-Protagonisten in Fantasy- und Science-Fiction-Geschichten, die einen Gut-Böse-Konflikt beinhalten, zum Beispiel der Sith aus Star Wars, von Khan und Shinzon aus Star Trek, der Master aus Doctor Who, Lex Luthor in Smallville oder Voldemort aus Harry Potter.

## Kritik am Amoralismus und Amoralismus als Vorwurf
Der Amoralismus wird kritisiert durch das Vorbringen von Moralbegründungen.
Vorwürfe, eine amoralische Philosophie zu vertreten, wurden auch gegen Denker erhoben, die sich selbst gar nicht als Amoralisten verstanden. Ziele derartiger Vorhaltungen waren z. B. der Objektivismus von Ayn Rand oder der Ethische Egoismus.